# Panamai Egyetem
A Panamai Egyetem (Universidad de Panamá) 1935. október 7-én alakult. Eredetileg 175 diák tanult pedagógiát, kereskedelmet, természettudományt, gyógyszerészetet, előmérnökséget vagy jogot. 2008-ban 74 059 diákja volt, országszerte 228 épületben. A Panamai Egyetemet Octavio Méndez Pereira alapította, aki egyben az egyetem első elnöke is volt.

## Története

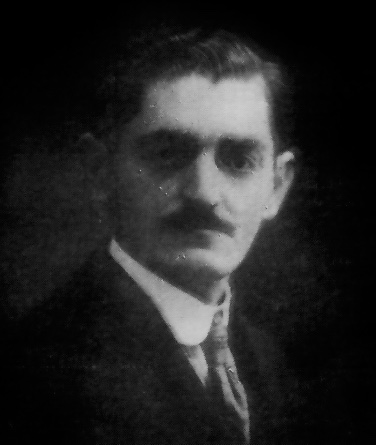
Octavio Méndez Pereira (1938 előtt)

A Panamai Egyetemet elnöki rendelettel (29. sz.) alapították 1935. május 29-én, Harmodio Arias Madrid elnöksége idején. Amikor 1935. október 7-én megnyílt, az egyetemnek 175 hallgatója volt az oktatás, a kereskedelem, a természettudományok, a gyógyszerészet, az előmérnöki, a természettudományi és a jogi szakokon. Alapítója és első rektora dr. Octavio Méndez Pereira (a képen). Működése kezdetben az Instituto Nacional (Nemzeti Intézet) egyik szárnyában kezdődött.
Később Enrique A. Jiménez elnök irányítása alatt a kormány mintegy 60 hektárnyi földet szerzett Panamaváros Bella Vista kerületében, El Cangrejoe szomszédságában, amely végül az egyetem és a Melchor Lasso De La Vega Iparművészeti Iskola fő kampusza lett. Az alapkőletétel 1947. október 2-án történt, az építkezés 1948 januárjában kezdődött Alberto De Saint Malo irányításával, aki akkor a Műszaki és Építészeti Kar dékánja volt.
Az első négy épületben kapott helyet a bölcsész-, mérnök- és építészkar, valamint a tudományos laboratóriumok, az adminisztráció és a könyvtár. Az új épületekben 1950. május 29-én kezdődött a tanítás. A kampusz hivatalos felavatására 1953. november 1-jén került sor. Az 1950-es években folytatódott az építkezés, és további 11 épületet emeltek a biokémiai központ, valamint a gyógyszerészeti, államigazgatási és kereskedelmi karok elhelyezésére. A következő évtizedben további 15 épületet húztak fel, köztük a fogászati és jogi karokat, valamint a tocumeni mezőgazdasági kutatási kísérleti központot.
1970 és 1980 között elkészült a biológia, építészet, mérnöki, bölcsész épület, a Simón Bolivar Könyvtár és a Speciális Elemző Laboratórium. 1979 végén a Panamai Egyetem megkapta a Colónban található Rainbow City középiskola létesítményeit, ahol az egyetem első regionális központja kezdte meg a működését. A következő évtizedben megépültek Veraguas, Chiriquí és Coclé tartományok regionális központjai, valamint az Azuero régió, köztük egy mezőgazdasági tudományi kar Chiriquíban.
Az 1990-es években Panamá Oeste (Nyugat-Panama) regionális központja és négy kutatási hely épült. 1999-ben az Interoceanic Regional Authority ARI, az egykor az egykori Panama-csatorna övezetének kezeléséért felelős panamai kormányhivatal átadta az egykori Curundu Junior High School épületeit a Panamai Egyetemnek. Ebből a komplexumból később a Campus Harmodio Arias Madrid alakult. Az átadott egyéb létesítmények közé tartozott a később Corozalban működő állatorvosi kórház. Ebben az időszakban az egyetem további 19 épülettel bővítette épületállományát, köszönhetően a szomszédos épületek felvásárlásának és a Bocas del Toró-i regionális központ megépítésének, a chepói (Panamá tartomány) és (Darién) kiegészítő épületeknek, valamint a népszerű Azuero és Coclé egyetemek, ma Universidades del Trabajo y La Tercera Edad.

## Eredmények
Számos nemzetközi kutatási megállapodást és munkatárscsere-szerződést kötöttek a kormányzati szervek a létesítménnyel. A tudomány és a technológia, az orvostudomány, az üzleti élet és a jogtudomány professzorait hívták meg előadásokra, akik a világ más egyetemein is tanítanak. A Panamai Egyetem több nemzetközi kongresszusra és találkozóra is küldött képviselőket, pl. a nők és a nemek témájában, a Világgazdasági Fórum, környezetvédelmi kongresszusok, biológiai kutatási konferenciák és statisztikai kongresszusokra.

## Küldetése
A Panamai Egyetem a Panamai Köztársaság első hivatalos felsőoktatási intézménye, amely autonóm jellegű. Küldetése a következő:

„A Panamai Egyetem mint a Köztársaság hivatalos egyeteme, demokratikus, minden megkülönböztetés nélkül a panamai nép szolgálatában áll, és a Panamai Köztársaság politikai alkotmányában rögzített autonómiarendszerrel, jogi státusszal és saját vagyonával rendelkezik. A legmagasabb emberi értékek ihlette, és elkötelezett a tudás létrehozása és terjesztése, a kutatás, az átfogó, tudományos, technológiai és humanisztikus oktatás, a tudományos kiválóság keretein belül, kritikus és produktív hozzáállással.”

– Universidad de Panamá

## Karok
- Közigazgatás
- Üzleti adminisztráció
- Építészet
- Képzőművészet
- Agrártudományok
- Nevelés
- Tudomány és technológia
- Kommunikáció tudomány
- Jog- és politikatudomány
- Közgazdaságtan
- Ápolóképzés
- Gyógyszertáan
- Fogászat
- Bölcsészettudományok
- Számítástechnika, elektronika és kommunikáció
- Orvostudomány
- Állatorvoslás
- Fogászat
- Pszichológia
- Grafikai tervezés